# 리퍼드

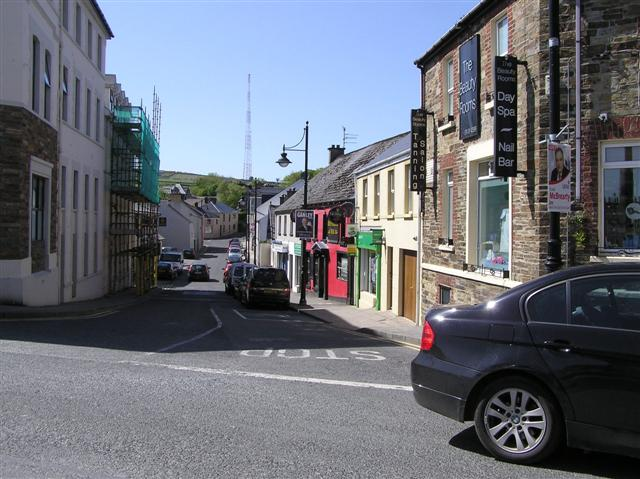

리퍼드(영어: Lifford, 아일랜드어: Leifear)는 아일랜드 더니골주의 주도이다.